# إينيس مولر
إينيس مولر (بالألمانية: Ines Müller)‏ (و. 1959  م) هي منافسة ألعاب القوى من ألمانيا، وألمانيا الشرقية، ولدت في غريما، شاركت في الألعاب الأولمبية الصيفية 1988، والألعاب الأولمبية الصيفية 1980.

## روابط خارجية
- إينيس مولر على موقع الاتحاد الدولي لألعاب القوى (الإنجليزية)
- إينيس مولر على موقع أوليمبيديا (الإنجليزية)